# Phaonia taiwanensis
Phaonia taiwanensis este o specie de muște din genul Phaonia, familia Muscidae, descrisă de Shinonaga și Huang în anul 2007.
Este endemică în Taiwan. Conform Catalogue of Life specia Phaonia taiwanensis nu are subspecii cunoscute.